# Luigi Mario Venanzi

Luigi Mario Venanzi

Luigi Mario Venanzi (geboren 9. Februar 1927 in Rom; gestorben 11. Oktober 2000 in Zürich) war ein britischer Chemiker italienischer Herkunft. Er forschte und lehrte im Bereich der anorganischen Chemie.

## Leben und Wirken
Luigi Mario Venanzi wuchs in Rom auf und legte 1946 seine Matura am Liceo scientifico Cavour in Rom ab. Im Anschluss studierte er Chemie an der Universität Rom bis 1950 und wechselte von 1950 bis 1952 an die Christian-Albrechts-Universität Kiel. Nach seinem Diplom arbeitete er bis 1956 beim britischen Chemieunternehmen Imperial Chemical Industries (ICI) in England.
Auf der Grundlage dieser Tätigkeit verfasste er von 1956 bis 1958 seine Doktorarbeit an der Universität Triest und wurde zum Doktor der Philosophie promoviert. Von 1958 bis 1968 lehrte Venanzi in Oxford anorganische Chemie, seit 1960 als Junior Lecturer. Während dieser Zeit wurde er britischer Staatsbürger.
Ab 1968 war er Professor an der State University New York, ab 1971 zugleich Dekan an der Universität Delaware (Newark, USA). Im September 1973 wechselte er in die Schweiz an die ETH Zürich und hatte bis zu seiner Emeritierung im Jahr 1994 einen Lehrstuhl für Chemie inne. Während dieser Zeit leitete er zwei Jahre die Abteilung Chemie und mehrere Jahre das Institut für anorganische Chemie.

## Forschungsschwerpunkte
Venanzis Spezialgebiet war die Koordinationschemie, die Lehre von der Zusammensetzung und dem räumlichen Aufbau von Verbindungen höherer Ordnung. Als Grundlagenforscher beschäftigte er sich mit der Synthese und Reaktivität von Verbindungen in der Gruppe der Platinmetalle. Wissenschaftlicher Antrieb war ein besseres Verständnis der Bindungen zwischen Metallatomen und Elementen wie Kohlenstoff, Stickstoff oder Phosphor.